# Heusweiler
Heusweiler település Németországban, azon belül Saar-vidék tartományban. Lakosainak száma 18 158 fő (2023. december 31.).

## Közigazgatás
A hét településrész:
- Eiweiler
- Heusweiler
- Holz
- Kutzhof
- Niedersalbach
- Obersalbach-Kurhof
- Wahlschied

## Galéria

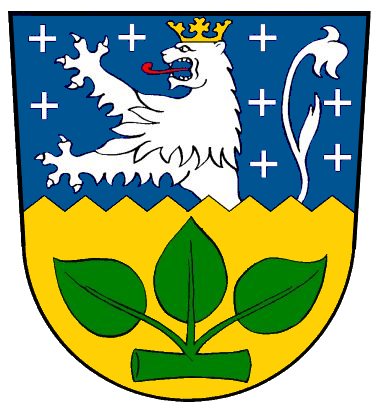
Eiweiler címere
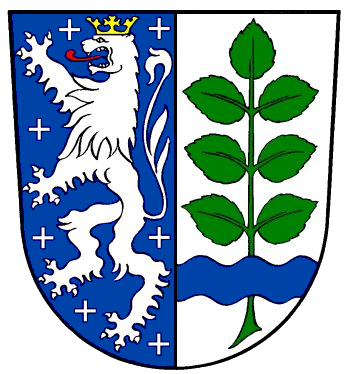
Niedersalbach címere
Wahlschied címere
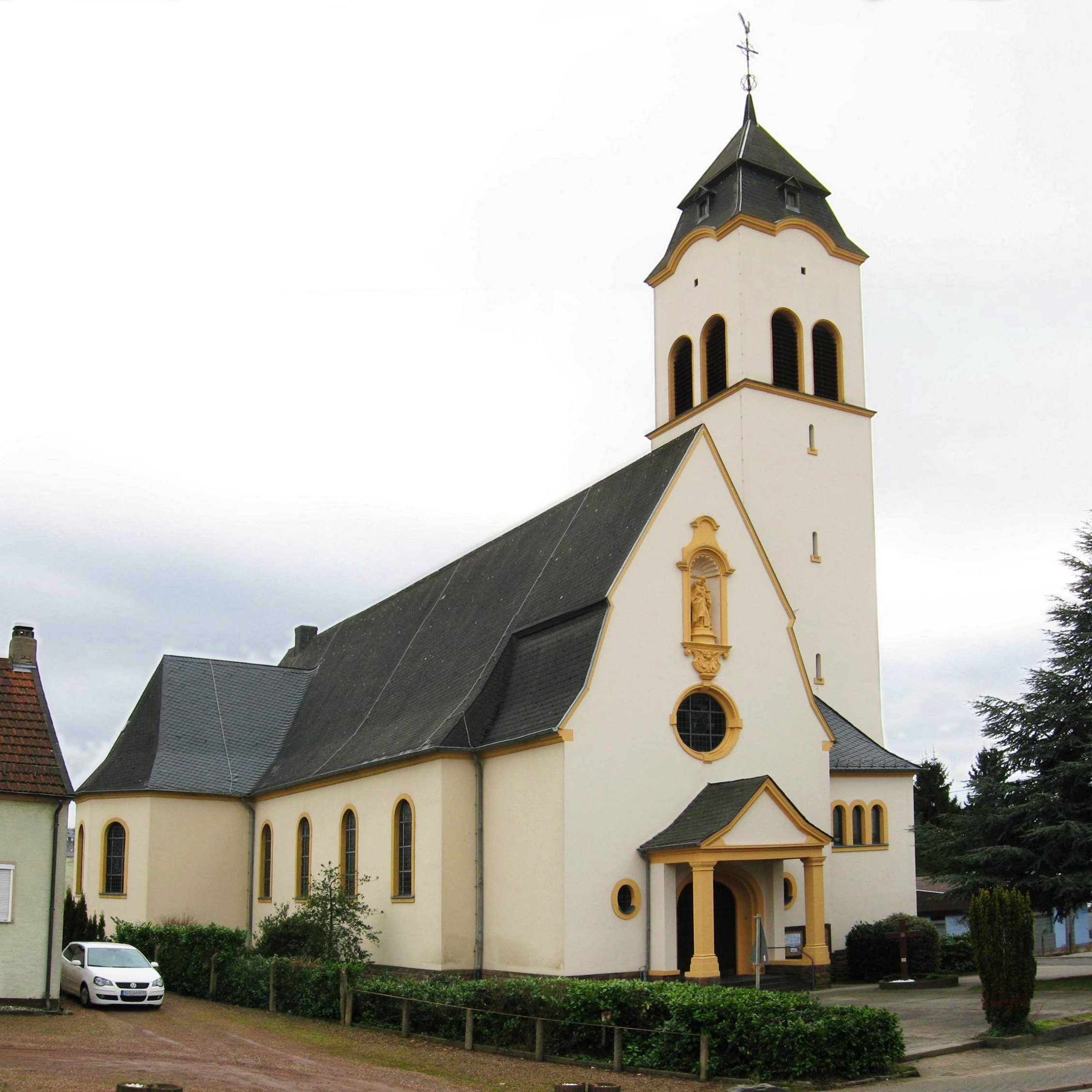
Holz

## Népesség
A település népességének változása:
| Lakosok száma | 19 353 | 18 072 | 18 094 | 17 998 | 18 138 | 18 158 |
|               | 1975   | 2017   | 2019   | 2021   | 2022   | 2023   |